# 1594 en science
| Années de la science : 1591 - 1592 - 1593 - 1594 - 1595 - 1596 - 1597    |
| Décennies de la science : 1560 - 1570 - 1580 - 1590 - 1600 - 1610 - 1620 |

Cet article présente les faits marquants de l'année 1594 en science.

## Événements

Voyages de Willem Barents, carte de 1598.

- 5 juin : départ de la rade de Texel d'une expédition financée par Balthasar de Moucheron à la recherche du passage du Nord-Est ; elle atteint la Nouvelle-Zemble le 4 juillet, l’embouchure de la Petchora le 18 juillet, puis la mer de Kara le 1er août et le 71° L.N. le 9 dans une mer libre de glace[1].

## Publications
- André Dulaurens : Discours de la conservation de la veue : des maladies melancholiques des catarrhes, 1594.
- Jean Errard :
  - La géométrie et practique générale d’icelle, Paris, 1594.
  - Réfutation de quelques propositions du livre de M. de l’Escale de la quadrature du cercle par luy intitulé : Cyclometrica elementa duo, Paris, 1594.
- Robert Hues : Tractatus de Globis et usu eorum (Traité sur les globes et leur utilisation).
- Lorenz Scholz von Rosenau :
  - Catalogus arborum, fruticum et plantarum, Breslau, 1594.
  - In Laurentii Scholzii Medici Wratisl. Hortum Epigrammata Amicorum, Baumann, Breslau, 1594-98.
- François Viète : Munimen adversus nova cyclometrica. Paris, Mettayer, in 4, 8 fol.

- Publication de la dernière partie l’atlas de Mercator[2].

## Naissances
- 1er décembre : Pierre Petit (mort en 1677), mathématicien, ingénieur militaire et physicien français.

## Décès
- 22 novembre : Martin Frobisher (né en 1535), marin britannique.
- 2 décembre : Gérard Mercator (né en 1512), mathématicien et géographe flamand.

- Cristobal Acosta (né en 1515), médecin et naturaliste portugais.